# Parafia Zwiastowania w Marsylii
Parafia Zwiastowania – jedna z trzech etnicznie greckich parafii prawosławnych w Marsylii. 